# Опера деи пупи
«О́пера де́и пу́пи» (итал. Opera dei Pupi, буквально — «кукольная опера») — традиционная для Сицилии форма театра марионеток. Традиции сицилийского театра кукол сильно отличаются от традиций кукольных театров материковой Италии, как сюжетами представлений, так и персонажами.
В основе сюжетов большинства представлений сицилийских кукольных театров лежит поэма «Неистовый Роланд» итальянского поэта Лудовико Ариосто. Персонажи кукольных представлений — благородные рыцари-паладины. Рост кукол может достигать полутора метров.